# Мальчук Олександра Андріївна
Олекса́ндра Андрі́ївна Мальчу́к (* 2003) — українська гімнастка. Призерка міжнародних спортивних змагань; чемпіонка України.

## З життєпису
Народилась 2003 року. Проживає в селі Гірка Полонка. Вихованка Волинської обласної ДЮСШ. Готувалася у заслуженого тренера України Олени Кришпінович. Переможниця кубку України зі спортивної акробатики.
В португальському місті Мая на Кубку світу–2022 зі спортивної акробатики команда посіла друге місце — Вікторія Куніцка; Дарина Пом'яновська і Олександра Мальчук.
Студентка факультету фізичної культури, спорту та здоров'я Волинського національного університету.